# NGC 1119
NGC 1119 este o astronomical radio source⁠(d) situată în constelația Eridanul. A fost descoperită în 17 octombrie 1885 de către Francis Leavenworth.